# صوتيات معمارية

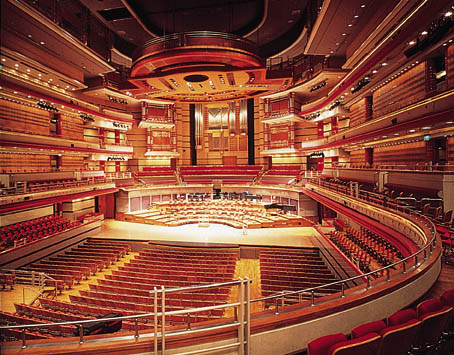
مبنى سيمفوني هال في بريمنغهام مثال على تطبيق الصوتيات المعمارية.

الصوتيات المعمارية أو السمعيات المعمارية هي فرع علمي وهندسي يتمثل بتحقيق الصوت بصورة جيدة في المباني أو أي نوع من الأماكن المغلقة مثل فصل دراسي، حجرة معيشة أو حجرة نوم، مسرح أو قاعة موسيقى، استوديو إذاعي أو تليفزيوني، حجرة مريض بمستشفى و نحو ذلك. وهي أحد فروع علم الهندسة الصوتية، ابتكرها لأول مرة والاس سابين في قاعة محاضرات متحف فوغ في نهاية القرن التاسع عشر، والهدف من سمعيات المعمار هو تصميم الأماكن المغلقة بحيث توفي سمعياً بالغرض من بنائها، ويشمل تصميم الحجرة اختيار شكلها وأبعادها والنسبة بين تلك الأبعاد والمواد الماصة للصوت بها، والتصميم السمعي الجيد للحجرة يحب ألا يعتمد على تقوية الصوت الكهربية أي باستخدام سلسلة الأجهزة السمعية المكونة من لاقط الصوت و مقويه و السماعات أو الأعمدة الصوتية، بل يجب استخدام الوسائل المعمارية السمعية لكي يصل الصوت لكل مستمع بالحجرة كلاما مفهوما أو موسيقى مصحوبة بزمن رنين هو الأمثل لكل نوع من الموسيقى.

## الخصائص
تنعكس الموجات الصوتية أثناء انتشارها داخل الحجرة على الأسطح المحددة للحجرة، أي الحيطان والسقف وأرضية الحجرة. و نتيجة لذلك تنشأ موجات ثابتة أو واقفة (غير منتشرة) بالحجرة. وعند ترددات معينة تسمى الترددات الذاتية للحجرة (بالإنجليزية: eigen frequencies)‏ تتسبب هذه الموجات الثابتة في إثارة رنينية للصوت داخل الحجرة. ومعنى الإثارة الرنينية هو أنه بعد أن يكف مصدر الصوت عن الإصدار فإن الطاقة الصوتية المحتواة بالحجرة عند هذه الترددات لا تفنى فورا بل ترن لمدة قصيرة داخل الحجرة. وهذا أمر غير مرغوب ويسيء لجودة الصوت داخل الغرفة.
وعلى سبيل المثال فإذا ما تساوى عددياً البعد ما بين سطحين متوازيين من الأسطح المحددة للحجرة (البعد ما بين حائطين متوازيين أو البعد ما بين السقف وأرضية الحجرة) مع نصف طول الموجة أو مضاعفاته فإن تردد صوت هذه الموجة يكون ترددا ذاتيا للحجرة.
ولكل حجرة عدد كبير من الترددات الذاتية يمكن حسابه بواسطة المعادلة التالية في حالة الحجرة المعتادة أي التي تأخذ شكل متوازي المستطيلات فيكون كل من الأسطح الست المحددة لها على شكل مستطيل وكل إثنين منهما متقابلين متوازيين
والتصميم السمعي الجيد هو الذي يتوخى عدم وجود ترددات ذاتية متساوية، وألا تتراكم الترددات الذاتية للحجرة قرب بعضها بل تكون موزعة داخل النطاق السمعي. لأن تراكم الترددات الذاتية يؤدي إلى تركيز الطاقة الصوتية عند تلك الترددات مما يسبب إطالة زمن الرنين لها. كما أن ذلك التراكم يكون على حساب الترددات الأخرى، أي وجود نطق من الترددات خالية من الترددات الذاتية مما يؤدي إلى توزيع غير متكافئ للطاقة الصوتية داخل النطاق السمعي للترددات بالحجرة.
ويكون ذلك التأثير الضار أشد وضوحا في الحجرات صغيرة الحجم خاصة في نطاق الترددات المنخفضة أي حوالي من 16 إلى 400 هرتز. لأن عدد الترددات الذاتية يكون حينئذ قليل.

### النوعية السمعية للحجرة

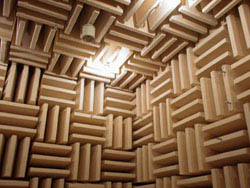
تطبيق لإحدى الغرف على امتصاص الأصوات.

يقصد بالحجرة كل مكان مغلق مثل حجرة المنزل والفصل المدرسي وقاعة المحاضرات وصالة الموسيقى أو السينما والمسرح ودار الأوبرا واستوديو الإذاعة الصوتية والمرئية وخلافه. في بعض هذه الحجرات مثل الفصل المدرسي أو قاعة المحاضرات يكون فهم الكلام هو الهدف الأهم بل الأوحد لتصميم النوعية السمعية لها، و في صالة الموسيقى يكون الاستمتاع بالموسيقى هو المراد منها. بينما يحتاج تصميم نوعية السمع لدار الأوبرا براعة فائقة لأن كلا من فهم الكلام والتمتع بسماع الموسيقى مطلوب.
فيراعى في التصميم السمعي لكل نوع من الحجرات المذكورة أن يتم حساب الامتصاص الصوتي الأمثل الذي يتطلبه الهدف من استخدام الحجرة. كما يجب على المصمم السمعي للحجرة أن يراعي توزيع الطاقة الصوتية بها. فالأسطح المقعرة مثل القبة ينعكس الصوت عليها بحيث يتجمع في مكان معين مسببا تركيزا للطاقة الصوتية في تلك الأماكن أي علو منسوب الصوت، وهذا أمر سيء يجب تجنبه. بينما الأسطح المحدبة تشتت انتشار الموجات الصوتية فتتوزع الطاقة الصوتية على الأماكن المختلفة بالحجرة.
المهندس المعماري يضطر أحيانا لبناء قبة أو قباب مثل تلك في المساجد والكنائس أو دار البرلمان. وهنا يأتي دور الخبير السمعي في إدخال التصميمات التي تزيل المضار السمعية الناشئة من القبة. ومثال على تلك التصميمات هو وضع السحب المحدبة و العاكسة للصوت والمصنعة من خامات شفافة ضوئيا عاكسة صوتيا تحت القبة. وتظهر براعة الخبير السمعي في حساب الأماكن التي توضع فيها السحب وأشكالها الهندسية ومساحاتها وخصائصها العاكسة للصوت وارتفاعها والزوايا التي بين أسطحها وأسطح الغرفة.
وعلى الخبير السمعي المكلف بتصميم مسرح أو دار للأوبرا أن يجتهد في وجود تواصل سمعي جيد بين الممثلين وكذلك بين عازفي الموسيقى في دار الأوبرا.